# Homoousia
L'homoousia (en grec : ὁμοουσία) est un concept utilisé dans la théologie chrétienne. L'adjectif « consubstantiel » (consubstantialis) a été inventé par Tertullien dans Contre Hermogène pour traduire en latin le terme grec homoousios. Cette notion décrit la relation entre les personnes divines de la Trinité et indique que Dieu le Père, Dieu le Fils, et Dieu le Saint-Esprit sont « d'une même essence » en ce que le Fils est « engendré » « avant tous les âges » ou « éternellement » de l'être propre du Père, à partir duquel l'Esprit « procède » aussi « éternellement ».
Elle fut introduite par les pères du premier concile de Nicée, en 325. Par ce terme grec, les évêques présents au concile condamnaient les théories d'Arius, d'après lequel le Fils étant une créature, celui-ci ne pouvait être de la même substance divine que le Père.
Que Dieu le Père, Dieu le Fils et Dieu le Saint-Esprit soient de la même essence (ou nature) est une des pierres angulaires du concile de Nicée et toutes les Églises qui l'ont ratifiée y adhèrent. Dans ce cas ils peuvent être appelés soit Nicéens soit Homoousiens.

## Étymologie
Pour préciser la doctrine, ce concile fit le choix de l'adjectif grec homoousios (ce terme est retenu dans les langues anglo-saxonnes) pour décrire Dieu le Fils comme étant de la même essence que Dieu le Père.
En grec koinè, ὁμός, homós, veut dire « semblable » et οὐσίος (le participe substantivé au masculin singulier du verbe εἶναι, einai, « être »), ousíos, veut dire « essence » ou « substance ».
Le terme homoousios avait déjà été utilisé avant Nicée par les gnostiques. Le premier à l'avoir utilisé est Basilidès (fin IIe siècle), qui dit le tenir de l'apôtre Matthieu.
Dans les langues latines on préfère donc retenir le terme latin "consubstantialis" qui signifie l'unité et l'identité ontologique pour éviter la confusion aussi bien avec le terme proche Homoiousisme qu'avec le homoousios du gnosticisme.
Le terme sera donc semblable au mot français "consubstantialité" dans les autres langues latines comme l'italien ou l'espagnol.

## Arianisme, homoiousisme et consubstantialité
La consubstantialité s'oppose ainsi aux ariens, qui soutenaient que la Trinité était de substance différente, anomoios, et à ceux qui soutenaient qu'elle était de substance semblable, homoiousios, mais non identique bien que le mot n'apparût pas dans la Septante. Ce terme fut appliqué par la suite dans l'édification du dogme trinitaire au Saint-Esprit.
En résumé, quatre termes définissent les partis :
- homoousiens (nicéens) : favorables à la thèse de la même nature du Fils à celle du Père aussi dit « consubstantialité », en grec : "ὁμοούσιος" homoousios ;
- homoiousiens : favorables à la thèse de nature semblable du Fils (ou substance) que celle du Père, en grec : "ὁμοιούσιος" homoiousios ;
- homéens : favorables à la thèse de la ressemblance du Fils au Père, évitant de sonder le mode de cette ressemblance, en grec : "ὅμοιος" homoios ;
- anoméens (ou mieux an-homéens): favorables à la thèse de la dissemblance du Père et du Fils (leur ressemblance n'est qu'une façon de parler), en grec : "ἀνόμοιος" anomoios ;

## Consubstantialité dans la rhétorique moderne
Dans les pays anglo-saxons par contre le terme Consubstantiality est lié à la rhétorique et définie différemment par Kenneth Burke.

### Sources
- Ephrem Boularand, L'hérésie d'Arius et la « foi » de Nicée, Paris, Letouzey et Ané, 1972.
- Gilles Deleuze, Logique du sens, Les éditions de minuit, 1969